# Кори Џејн
Кори Џејн (енгл. Cory Jane; 8. фебруар 1983) је професионални новозеландски рагбиста који тренутно игра за екипу Хурикејнси.

## Биографија
Висок 183цм, тежак 91кг, Џејн је повремено играо аријера, али најчешће десно крило - позиција број 14. Од 2007. до данас Џејн је у Супер Рагби одиграо 94 утакмица и постигао 120 поена. За репрезентацију Новог Зеланда Џејн је постигао 18 есеја у 53 тест мечева. Џејн је био у стартној постави "Ол Блекса" која је освојила Светско првенство у рагбију 2011. 